# Zajezda
Zajezda är en ort i Kroatien.   Den ligger i länet Krapina-Zagorjes län, i den norra delen av landet, 40 km norr om huvudstaden Zagreb. Zajezda ligger 247 meter över havet och antalet invånare är 397.
Terrängen runt Zajezda är kuperad åt nordost, men åt sydväst är den platt. Runt Zajezda är det ganska tätbefolkat, med 90 invånare per kvadratkilometer. Närmaste större samhälle är Varaždin, 19,9 km nordost om Zajezda. I omgivningarna runt Zajezda växer i huvudsak lövfällande lövskog.